# Crissa

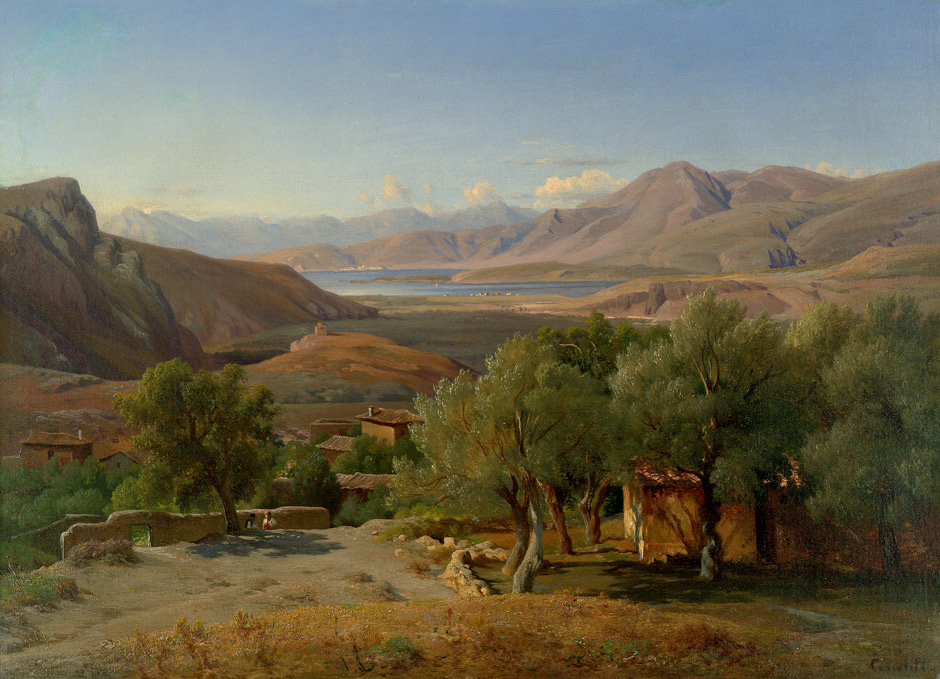
Vue de Chrisso près de Delphes, Ludwig Gurlitt, 1897 au plus tard.

Crissa ou Cirrha est une ancienne ville de Phocide fondée par les Crétois. Elle est mentionnée pour la première fois par Homère dans le Catalogue des vaisseaux de l'Iliade. Elle fut rasée par les Grecs formés en alliance lors de la première guerre sacrée (début du VIe siècle avant notre ère). L'enjeu de cette guerre était le contrôle de Delphes, d'où les Crétois avaient été expulsés progressivement, sans doute à la suite des invasions doriennes. Il leur restait Crissa et les Héraclides ne le supportaient pas. Le dieu Apollon supplante définitivement la déesse crétoise. La tradition et les poètes dont Pindare affirment qu'Apollon a chassé Thémis de Delphes, pour y instituer son propre Oracle. Au nord des ruines se trouve le village de Chrissó (Χρισσό).